# Захисту не потребую
«Захисту не потребую» — радянський двосерійний телефільм 1987 року, знятий режисером Василем Вітером на студії «Укртелефільм».

## Сюжет
За книгою Ю. Бедзика про людей села та їхні проблеми.

## У ролях
- Наталія Варлей — головна роль
- Олександр Аржиловський — головна роль
- Ельза Леждей — головна роль
- Євген Меньшов — головна роль
- Всеволод Сафонов — другорядна роль
- Євген Пашин — другорядна роль
- Олена Іллєнко — Ольга
- Ольга Лисенко — другорядна роль
- Леонід Титов — другорядна роль
- Олександр Белина — другорядна роль
- Леонід Яновський — другорядна роль
- Наталія Наум — другорядна роль
- Валентина Салтовська — другорядна роль

## Знімальна група
- Режисер — Василь Вітер
- Сценарист — Юрій Бедзик
- Оператор — Микола Гончаренко
- Композитор — Олег Ківа